# Kolonia robotnicza kopalni „Wujek”

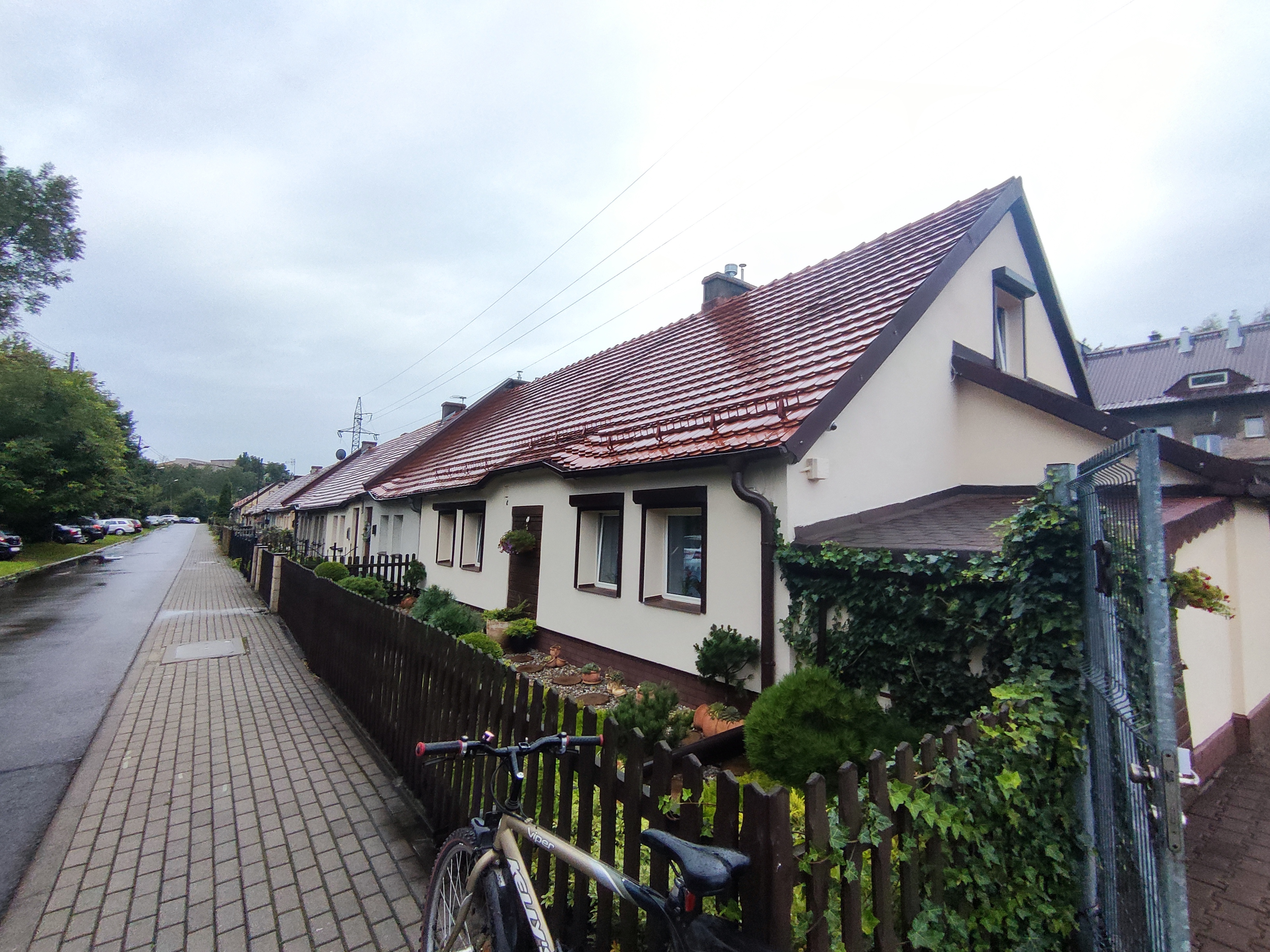
zabudowania przy ul. Przekopowej

Kolonia robotnicza kopalni „Wujek” – kolonia 36 domów jednorodzinnych położona na terenie Katowic, w północno-wschodniej części dzielnicy Załęska Hałda-Brynów część zachodnia, przy ulicy Przekopowej i ulicy Przodowników. Powstała ona w latach 1918–1920 dla robotników kopalni „Wujek”. Za projekt kolonii odpowiada niemiecki architekt Brunon Taut.

## Historia
Kolonia robotnicza kopalni „Wujek” została wybudowana dla górników kopalni węgla kamiennego „Oheim” (późniejszy „Wujek”) na zlecenie firmy Hohenlohe Werke przy granicy Załęskiej Hałdy i Katowickiej Hałdy. Zabudowa została zaprojektowana w 1915 roku przez Brunona Tauta. W tym czasie architekt opublikował w jednym z branżowych czasopism projekt osiedla domów jednorodzinnych, w większości w zabudowie szeregowej zaplanowanego na obszarze 36 ha. Po przyłączeniu terenów Załęskiej Hałdy do Polski, zrealizowano ostatecznie jedynie sektor złożony z dwóch rzędów parterowych domów szeregowych. Domy te wybudowano w latach 1918–1920. Kolonia ta nie posiadała zaś żadnego zaplecza handlowo-usługowego. Kolonię określano jako „Werksiedlung Oheimgrube” lub „Kolonie Zalenderhalde”.
W latach 40.–60. XX wieku dużą część mieszkańców osiedla stanowili byli powstańcy śląscy oraz hodowcy gołębi pocztowych, a w jednym domu mieściła się siedziba Związku Bojowników o Wolność i Demokrację w Załęskiej Hałdzie. Mieszkał tu m.in. działacz związkowy i komunistyczny Paweł Bluszcz.
30 października 2023 kolonia została wpisana do rejestru zabytków nieruchomych województwa śląskiego (nr rej. A/1284/23).

## Charakterystyka
Osiedle składa się z 36 parterowych domów ułożonych szeregowo w dwóch rzędach, przy ulicy Przekopowej i ulicy Przodowników, mieszczących łącznie 72 mieszkania. W obrębie rzędów domów wydzielono 4 segmenty. Domy te mają dwuspadowy, wysoki dach (w przeszłości posiadały również wole oka) kryty dachówką karpiówką, pod którym znajdują się strychy, a do nich przylegają przydomowe ogródki oraz pomieszczenia gospodarcze. Prawdopodobnie domy te posiadały różnorodną kolorystykę stolarek drzwiowych i okiennych. Elewacje domów mają zróżnicowaną kolorystykę.
Często błędnie określana mianem kolonii Dwunastu Apostołów – ta zaś, powstała w połowie XIX wieku, znajdowała się w rejonie obecnej ulicy Mikołowskiej, na pograniczu Brynowa i Katowic, na Kamionce.